# G12/G13 alfa podjedinice
 podjedinice su alfa jedinice heterotrimernih G proteina koji regulišu ćelijske procese putem faktora razmene guanin nukleotida. Ove dve podjedinice sačinjavaju četvrtu klasu G protein alfa podjedinica. Oni su senzitivni na pertuzijski toksin.
G proteini  i regulišu citoskeletalno remodelovanje aktina u ćelijama. G13 je takođe esencijalan za receptor tirozin kinazom-indukovanu migraciju fibroblasta i endotelijalnih ćelija.

## Geni
- GNA12,

## Literatura
1. ↑  Dhanasekaran N, Dermott JM (1996). „Signaling by the G12 class of G proteins”. Cell. Signal. 8 (4): 235—45. PMID 8842523. doi:10.1016/0898-6568(96)00048-4.
2. ↑  Strathmann MP, Simon MI (1991). „G alpha 12 and G alpha 13 subunits define a fourth class of G protein alpha subunits”. Proc. Natl. Acad. Sci. U.S.A. 88 (13): 5582—6. PMC 51921 . PMID 1905812. doi:10.1073/pnas.88.13.5582.
3. ↑  Harhammer R, Nürnberg B, Harteneck C, Leopoldt D, Exner T, Schultz G (1996). „Distinct biochemical properties of the native members of the G12 G-protein subfamily. Characterization of G alpha 12 purified from rat brain”. Biochem. J. 319 ( Pt 1): 165—71. PMC 1217750 . PMID 8870664.
4. ↑  Wang D, Tan YC, Kreitzer GE, Nakai Y, Shan D, Zheng Y, Huang XY (2006). „G proteins G12 and G13 control the dynamic turnover of growth factor-induced dorsal ruffles”. J. Biol. Chem. 281 (43): 32660—7. PMID 16943201. doi:10.1074/jbc.M604588200.
5. ↑  Shan D, Chen L, Wang D, Tan YC, Gu JL, Huang XY (2006). „The G protein G alpha(13) is required for growth factor-induced cell migration”. Dev. Cell. 10 (6): 707—18. PMID 16740474. doi:10.1016/j.devcel.2006.03.014.

## Spoljašnje veze
- GTP-Binding+Protein+alpha+Subunits,+G12-G13 на 